# Totem (psychologia)
Totem – symbol pierwotnego, przedreligijnego i przedmoralnego systemu społecznego.
Teorie genezy totemizmu:
- teoria nominalistyczna – totemizm ma swoje źródło w pierwotnym nadawaniu nazw (Andrew Lang).
- teoria socjologiczna – Emile Durkheim w Elementarnych formach życia religijnego natomiast podkreśla, iż totem to przede wszystkim nazwa, symbol, herb pewnej grupy, dowód tożsamości i przynależności rodzinnej, a nie przedmiot materialny, czego dowodzi, za Schoolcraftem, etymologia słowa totem: dodaim – wioska lub siedziba grupy rodzinnej; totem to widzialny reprezentant religii, a zatem to ucieleśnienie całej społeczności (Emile Durkheim).
- teoria psychologiczna – totem to wizerunek zewnętrznej duszy, co bierze się z niewiedzy, dotyczącej natury poczęcia (James Frazer), lub duch opiekuńczy, co bierze się z pierwotnego animizmu (Franz Boas).
- teoria psychoanalityczna – Zygmunt Freud w Totem i tabu definiuje totem jako „zwierzę, czasami roślinę lub siłę przyrody w związku z całym rodem. To założyciel rodu, jego duch opiekuńczy i współzałożyciel”, jest on symbolicznym wyobrażeniem ojca. Według psychoanalizy członkowie klanu całkowicie identyfikują się z totemem, ponieważ w podświadomości żywią przekonanie, iż ich przodkowie zjedli praojca totemu. Zakazy totemizmu związane są z zakazanymi pragnieniami edypalnymi, są pierwszymi zakazami moralnymi: zakaz zabijania zwierzęcia jest związany z chęcią wyeliminowania ojca, tabu seksualne wiąże się z chęcią fizycznego posiadania matki, głównym zakazem jest zakaz dotykania. Wstyd jest tu motorem wszelkich działań społecznych. Totemizm w rozumieniu psychoanalizy to także mechanizm powstawania nerwic, opierający się na przekonaniu, że każde pogwałcenie reguły spowoduje karę, w którym głównym mechanizmem obronnym jest przemieszczenie.